# Gaetano Cresseri

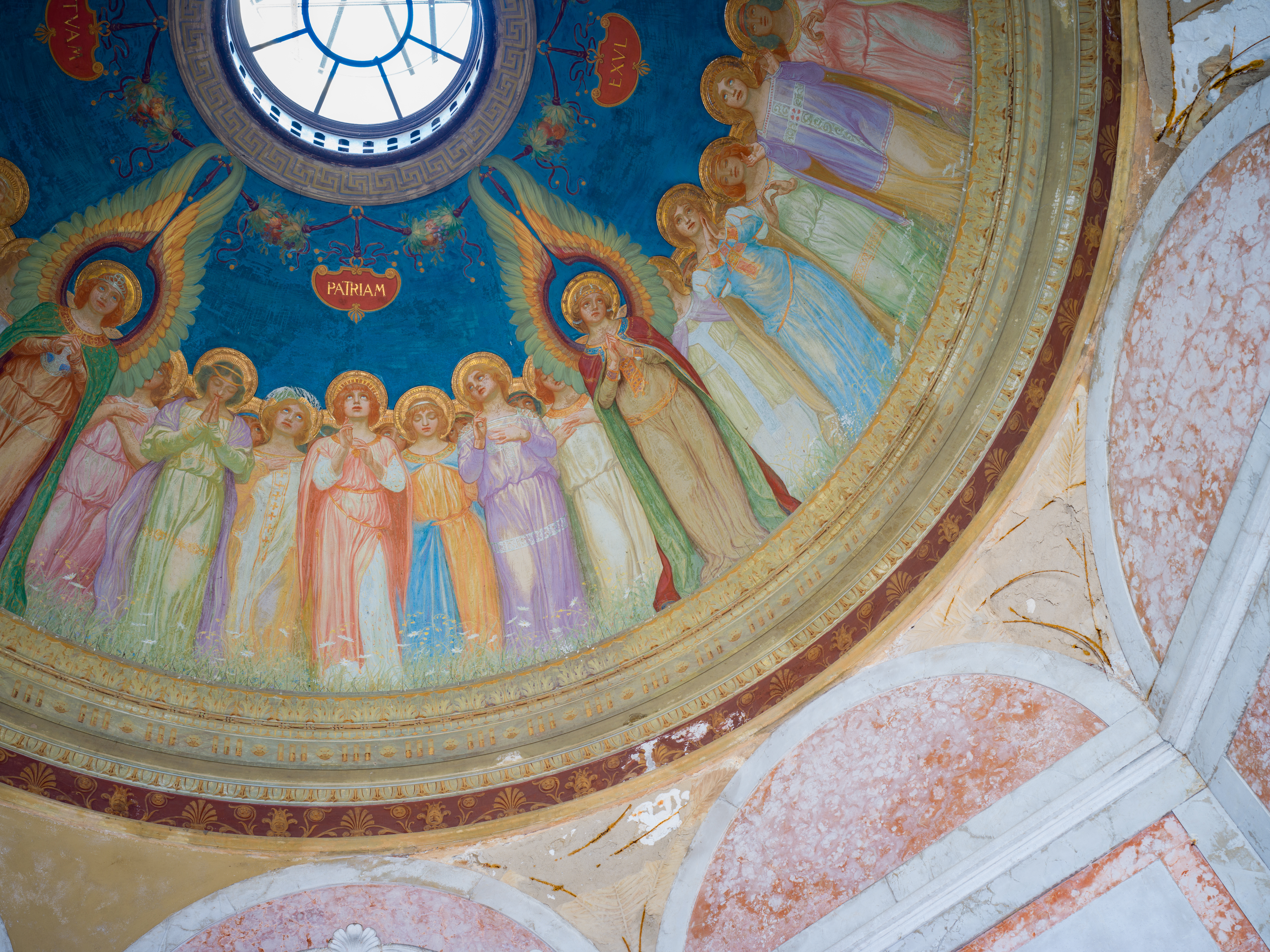
Dettaglio dell'affresco della cupola del mausoleo Morandi Tirandi del cimitero Vantiniano.

Gaetano Cresseri (Brescia, 30 aprile 1870 – Brescia, 17 luglio 1933) è stato un pittore italiano.

## Biografia
Figlio di un operaio, dovette iniziare a lavorare sin dalla tenera età come apprendista di un imbianchino. Praticando il mestiere iniziò ad appassionarsi alla pittura. L'unico suo modello, in mancanza di un maestro, era l'osservazione dei dipinti presenti nelle chiese della sua città. Riuscì anche a vedere all'opera alcuni pittori della sua città dai quali, osservandoli al lavoro, apprese le diverse tecniche pittoriche.
Dopo aver assolto il servizio militare decise che la pittura sarebbe stato il lavoro della sua vita e lasciò il lavoro di decoratore che aveva iniziato all'età di 10 anni.
Incontrò un mecenate nella persona di un tal Tagliaferri che lo ospitò nella sua casa di campagna e lì il giovane Gaetano eseguì diversi ritratti di componenti della famiglia del suo patrono e di soggetto religioso.
Dopo aver studiato per qualche tempo a Brera e ottenuto una certa fama nell'ambito della sua città, ebbe modo di partecipare alla Esposizione internazionale di pittura di Roma nel 1909.
Iniziò quindi a ricevere sempre più spesso delle commesse da parte di alcune chiese della sua regione nelle quali eseguì una serie di affreschi.
Nell'arco della sua non lunga carriera si cimintò nelle varie tecniche pittoriche passando dal pastello su cartone, alla pittura ad olio su tela e all'affresco.
Sue opere sono presenti in diverse chiese di Brescia e di altri comuni della provincia, tutte a carattere religioso, ma non disdegnò la realizzazione di paesaggi e altri soggetti profani.
Tra le sue opere in edifici civili emergono gli affreschi del soffitto di alcuni ambienti del Palazzo della Loggia di Brescia.
Fuori della sua regione lavorò per un certo tempo a Genova realizzando un affresco nella Cattedrale di San Lorenzo.